# Klaas Otto
Nicolaas Jacobus (Klaas) Otto (Bergen op Zoom, 29 oktober 1967) is oud-lid van motorclub Satudarah en de oprichter van No Surrender MC. Deze motorclub werd gesticht in februari 2013, waar hij bekendstond als Captain World. Een andere naam waaronder Otto bekend is, is 'De Generaal'. Deze naam werd hem door justitie gegeven omdat zij vond dat hij een van de grootste criminele kopstukken van Nederland was.

## Biografie
Otto werkte vanaf zijn zeventiende als portier in het uitgaansleven van Bergen op Zoom. Op zijn twintigste begint hij autobedrijf N.J. Otto, een groothandel in sloopmateriaal. Hij werd in 2009 lid van motorclub Satudarah en begon een jaar later een eigen Satudarah-chapter in Zundert: de afdeling Ciganos. Een naam die verwijst naar zijn achtergrond als woonwagenbewoner – ‘ciganos’ is Portugees voor zigeuners.
Otto is sinds 2016 geen captain van No Surrender meer, omdat hij naar eigen zeggen te veel op wanpraktijken binnen de motorclub werd aangesproken. Hij is niet van onbesproken gedrag: zo werd hij veroordeeld voor zaken aangaande afpersing, bedreiging, zware mishandeling en het witwassen van 1,3 miljoen euro. Voor deze vergrijpen kwam hij op 1 mei 2020 weer vrij, nadat hij drie jaar en vier maanden had uitgezeten.